# Porto da Lagoa
Porto da Lagoa é uma das localidades do distrito da Lagoa da Conceição, na Ilha de Santa Catarina, em Florianópolis. Corresponde à região próxima ao trevo que faz a confluência entre a avenida Osni Ortiga, a rua Laurindo Januário da Silveira (rua geral do Canto da Lagoa) e a rodovia Antônio Luiz Moura Gonzaga. Possui uma associação de moradores, a AMPOLA (Associação de Moradores do Porto da Lagoa).
O porto da Lagoa é uma região tranquila e calma. Do Porto da Lagoa você pode acessar a praia da Joaquina através das Dunas. A trilha é lindíssima, uma caminhada de 15 minutos e você estará no meio da Praia da Joaquina